# Empire Awards 2005
La 10ª edizione degli Empire Awards, organizzata dalla rivista cinematografica inglese Empire,  si è svolta il 13 marzo 2005, presso la Guildhall, municipio storico di Londra. Premiò i film usciti nel 2004.

## Vincitori e candidati
I vincitori sono indicati in grassetto.
 Miglior film 
- The Bourne Supremacy, regia di Paul Greengrass
- Collateral, regia di Michael Mann
- Gli Incredibili - Una "normale" famiglia di supereroi (The Incredibles), regia di Brad Bird
- Kill Bill: Volume 2, regia di Quentin Tarantino
- Spider-Man 2, regia di Sam Raimi

 Miglior attore 
- Matt Damon - The Bourne Supremacy
- Tom Cruise - Collateral
- Jim Carrey - Se mi lasci ti cancello (Eternal Sunshine of the Spotless Mind)
- Johnny Depp - Neverland - Un sogno per la vita (Finding Neverland)
- Tobey Maguire - Spider-Man 2

 Miglior attore britannico 
- Paddy Considine - Dead Man's Shoes
- Rhys Ifans - L'amore fatale (Enduring Love)
- Daniel Craig - The Pusher (Layer Cake)
- Simon Pegg - L'alba dei morti viventi (Shaun of the Dead)
- Paul Bettany - Wimbledon

 Miglior attrice 
- Julie Delpy - Before Sunset - Prima del tramonto (Before Sunset)
- Uma Thurman - Kill Bill: Volume 2
- Kirsten Dunst - Spider-Man 2
- Cate Blanchett - The Aviator
- Bryce Dallas Howard - The Village

 Miglior attrice britannica 
- Kate Winslet - Se mi lasci ti cancello (Eternal Sunshine of the Spotless Mind)
- Samantha Morton - L'amore fatale (Enduring Love)
- Keira Knightley - King Arthur
- Kate Ashfield - L'alba dei morti dementi (Shaun of the Dead)
- Imelda Staunton - Il segreto di Vera Drake (Vera Drake)

 Miglior regista 
- Sam Raimi – Spider-Man 2
- Michael Mann – Collateral
- Michel Gondry – Se mi lasci ti cancello (Eternal Sunshine of the Spotless Mind)
- Quentin Tarantino – Kill Bill: Volume 2
- M. Night Shyamalan – The Village

 Miglior regista britannico 
- Matthew Vaughn - The Pusher (Layer Cake)
- Shane Meadows - Dead Man's Shoes
- Roger Michell - L'amore fatale (Enduring Love)
- Edgar Wright - L'alba dei morti dementi (Shaun of the Dead)
- Paul Greengrass - The Bourne Supremacy

 Miglior debutto 
- Freddie Highmore – Neverland - Un sogno per la vita (Finding Neverland)
- Sienna Miller – Alfie
- Zach Braff – La mia vita a Garden State (Garden State)
- Matthew Vaughn – The Pusher (Layer Cake)
- Bryce Dallas Howard – The Village

 Miglior film britannico 
- L'alba dei morti dementi (Shaun of the Dead), regia di Zack Snyder
- Dead Man's Shoes - Cinque giorni di vendetta (Dead Man's Shoes), regia di Shane Meadows
- Che pasticcio, Bridget Jones! (Bridget Jones: The Edge of Reason), regia di Beeban Kidron
- L'amore fatale  (Enduring Love), regia di Roger Michell
- The Pusher (Layer Cake), regia di Matthew Vaughn

 Miglior scena 
- La sequenza del pallone - L'amore fatale (Enduring Love)
- Il combattimento tra "la sposa" e "Elle" - Kill Bill: Volume 2
- Le scene sugli zombie - L'alba dei morti dementi (Shaun of the Dead)
- La battaglia tra Spider-Man e Dr. Octopus sul treno - Spider-Man 2
- La corsa di Mosca - The Bourne Supremacy

## Premi Onorari
- Outstanding Contribution to British Cinema: Working Title Films
- Independent Spirit Award: Kevin Smith
- Icon of the Decade Award: Quentin Tarantino
- Empire Inspiration Award: Pixar